# Манкс (језик)
Манкс, познат и као манкс гелски или манкс гаелски (Manx, Manx Gaelic, Gailck, Gaelg, Yn Ghailck, Yn Ghaelg), је говорни језик Острва Ман. Припада гелским језицима и индоевропској групи језика. Само мали број људи говори течно данас манкс језик на Острву Ман, а велики број има неко знање овог језика. Сматра се да је то битан део културе баштине острва. Последњи човек коме је то био матерњи језик, Нед Мадрел, умро је 1974. 
Мада се развио из староирског језика, има своје особености, што га чини засебним језиком. Почетком 19. века је још увек био главни говорни језик Острва Ман, да би у другој половини 20. века готово ишчезао, што је довело до пораста интересовања за овим језиком, те јe данас у свим школама Острва Ман обавезан предмет, а у извесном броју средњих и основних школа су сва предавања на манксу.
Последњих година покушава се са његовим оживљавањем, тако да упркос малом броју људи који га говоре, његово коришћење постало је приметније на острву: све је више и натписа и радио емисија на њему. 

## Историја
Манкски припада гелтским језицима и близак је ирском и шкотском гелском језику. Попут шкотског гелског и модерног ирског, манкс потиче од старије форме ирског језика. Најстарији познати језик на Острву Ман је бритонски.
Манкски је настао од примитивног ирског, који је потврђен на Огам натписима из 4. века. Ови натписи су пронађени широм Ирске и на западној обали Велике Британије. Примитивни Ирски је временом еволуирао у староирски током 5. века. Староирски из 6. века користи латински алфабет али не постоје докази о његовом постојању на Острву Мен. До 10. века староирски је еволуирао у средњоирски, који се говорио широм Ирске, у Шкотској и на Острву Ман. Острво Ман су колонизовали Викинзи, који су оставили трага у позајмљеницама и именима. 
Током касног средњег века, Острво Ман се нашло под јаким утицајем Енглеске и енглеског језика. Манкски је почео да се разлику од раног модерног ирског у 13. веку и шкотског гелског у 15. веку. Језик је брзо почео да нестаје током 19. века и да се замењује енглеским језиком.
Књиге на манкс језику нису штампане до почетка 18. века, а није било манкс-енглеског речника до 19. века. Изузев неколико баада компонованих у 16. веку и нешто религиозне литературе, до 20. века није било литературе на манкс језику.
Због пада коришћења манкс језика током 19. века, основано је 1899. Манкс језичко друштво. До средине 20. века само неколико старијих људи је говорило овај језик а последњи међу њима, Нед Мадрел умро је 27. децембра 1974. Међутим, оживљавање језика је започело тако што су у школама људи почели да уче манкс као други језик.
На попису из 2011. 1.823 од 80.398 становника острва (или 2,27%), изјавило је да зна манкс језик. Ово је повећање од 134 у односу на 2001.